# Hegedűs Gyula (színművész)
Hegedűs Gyula (született Heckmann Gyula Mihály) (Kéty, 1870. február 3. – Budapest, Erzsébetváros, 1931. szeptember 20.) magyar színész, kormányfőtanácsos, a Budapesti Színészek Szövetsége örökös tiszteletbeli elnöke, a naturalista színjátszó stílus legnagyobb magyar képviselője.

## Életpályája
Heckmann János postamester és fonyódi Fonyó Alojzia fiaként a Tolna vármegyei Kétyen született. Szekszárdon a polgári fiúiskola hat osztályát végezte el, majd tizennyolc éves korában elszökött a szülői háztól, és felcsapott színésznek. Keresztély Jánosné színtársulatához szegődött, ahol egy forint napi gázsit és kosztot kapott, s Barabás álnéven működött.
Első fellépése nagy botrányt kavart, mert egy népszínműben a részeges jegyzőt az illető község jegyzőjének maszkjában játszotta el. A közönség harsogva nevetett, állandóan az igazi jegyző nevét kiabálta és minden jelenet után őrjöngve tapsolt. Az előadás másik következménye azonban az volt, hogy az egész daltársulatot kitoloncolták a községből. 
Hegedűs öt hónapig működött Keresztélyné társulatánál, majd 1889-ben beiratkozott a színiakadémiára, ahol mestere Újházi Ede volt, Paulay Ede pedig azonnal felismerte nem mindennapi tehetségét. Mint az akadémia harmadéves növendéke hatalmas sikert aratott a Várszínházban, 1891. január 27-én, az Aranyemberben, ahol Brazovics Athanáz alakját öntötte remekbe. Az első beteg című egyfelvonásos darabban vizsgázott és ekkor a következőt írta róla a Fővárosi Lapok kritikusa: „Van benne komikai vér és van eredetiség is, mit a siket komornyik szerepében bebizonyított.”
Komoly színészi pályáját még abban az évben Pesti Ihász Lajos és Dobó Sándor színtársulatánál kezdte, majd különböző társulatoknál játszott Szolnokon, Pápán, Debrecenben, Pozsonyban, Budán, Székesfehérvárott, Zomborban, Baján. 1894-ben Ditrói Mór Kolozsvárra szerződtette, majd amikor 1896. május havában megnyitotta a Vígszínházat, a fiatal Hegedűs Gyulát is felhozta a fővárosba, és beillesztette abba az együttesbe, amelynek rövidesen egyik legerősebb oszlopává vált.
1901. október 26-án Budapesten, a Terézvárosban házasságot kötött Galaskó Ilona (Berzétey Ilona) színésznővel.
1906 januárjában a színiakadémia tanára, 1907 szeptemberében a Zeneakadémia játékmestere lett, 1914. április 28-án ünnepelte meg a Vígszínházban huszonöt éves színészi jubileumát, amely alkalommal Bródy Sándor egyfelvonásos drámai játékában, az Árnyékokban lépett fel és a Vendégek című alkalmi játékban, amelyet Bródy Sándor, Heltai Jenő, Lengyel Menyhért és Molnár Ferenc közösen írtak. 1914. május 23-án a király a Ferenc József-rend lovagkeresztjével tüntette ki.
1914–15-ben a Magyar Színház állandó vendége, 1915-ben a Nemzeti Színház tagja lett. Először Calderon színművében A zalameai bíróban lépett fel, Pedro Crespo szerepében. 1916-ban megvált a Nemzetitől és visszaszerződött a Vígszínházhoz, ahol a felújított Ördögben aratott nagy sikert. 1917 decemberében a budapesti Színészszövetség elnökévé választották. 1926. február 8-án elbúcsúzott a Vígszínháztól. 1926. március havában mint a Zeneművészeti Főiskola tanárát a VI. fizetési osztályba léptették elő. Július 3-án a kormányzó kormányfőtanácsosi méltósággal tüntette ki. Ugyanebben az esztendőben megkapta a legfelsőbb elismeréssel a Signum Laudist.
1926-ban külföldi turnét szervezett, de ez a vállalkozása meghiúsult. 1927-ben a Magyar Színház, a Belvárosi Színház és a Király Színház vendégszínésze volt. Ugyanennek az esztendőnek az elején Kéty község díszpolgárává választotta, és egyik utcáját róla nevezte el. 1928. március 10-én tartotta első önálló előadói estjét a Zeneakadémián. 1929 szeptemberétől a Magyar Színház tagja volt.
Hegedűs nemcsak a magyar színjátszás történetében játszott korszakos jelentőségű szerepet, de az egyetemes színháztörténelemben is a realisztikus játékmodor egyik legfontosabb képviselője volt. Első sikereinek ideje arra a színházi forradalmi korszakra esett, amikor Laube és a Burgtheater deklamáló stílusával szemben Brahm és Antoine megteremtette a naturalista játékmodort, színhelye pedig nálunk a Vígszínház, amelynek könnyed és főleg francia vígjátékokra alapozott műsora a naturalista stílus fölényes és virtuóz áthangolását követelte meg az együttestől. 
Hegedűs Gyula természetes adottságai: pompás megjelenése, eleganciája, zengő és lelkes orgánuma és dologi készségei: pompás arcjátéka, kifejező gesztusai már az indulás pillanatában biztosították neki az új játékstílusban a vezérszerepet. A Vígszínháznak ez az első hőskora teljesen Hegedűs Gyula nevével forrt össze. Állandóan a felé a cél felé törekedett, hogy ne csak mulatságos figurákat, de igazi élő embereket vigyen a színpadra és a legképtelenebb francia bohózatokat is valami különös emberiességgel fűtötte át. Ennek a célnak az érdekében a legnagyobb egyszerűségre törekedett. Színészi egyénisége elasztikus. Megrázó erővel ábrázolt tragikus jellemeket: Tokeramo, Vajna bácsi, Liliom, John Gabriel, Borkman, könnyed eleganciával illeszkedett a szellemes vígjátékokba: Petrucchio, Ördög, A király, Krehl, de a bohózatok vaskos humorát is pompás hangsúlyokkal húzta alá. 
Színészi egyénisége páratlanul jelentős és minden szerepet jelentékennyé tett, amit játszott. Pályafutásának legkiemelkedőbb alakítása: Az ördög. Ez az alakítás teljesen összeforrt Hegedűs Gyula nevével és az egész világsajtó ennek a figurának legkitűnőbb megszemélyesítőjéül Hegedűs Gyulát jelölte meg. Soha senki hozzá méltóan nem jellemezte ennek a figurának földönjáró eredetiségét és természetességét és mégis azt a transzcendentális szuggesztív erőt, ami ennek a figurának különös jelentőséget adott. Nevéhez egész sereg óriási siker emléke fűződik.
Német, angol és olasz nyelven beszélt.

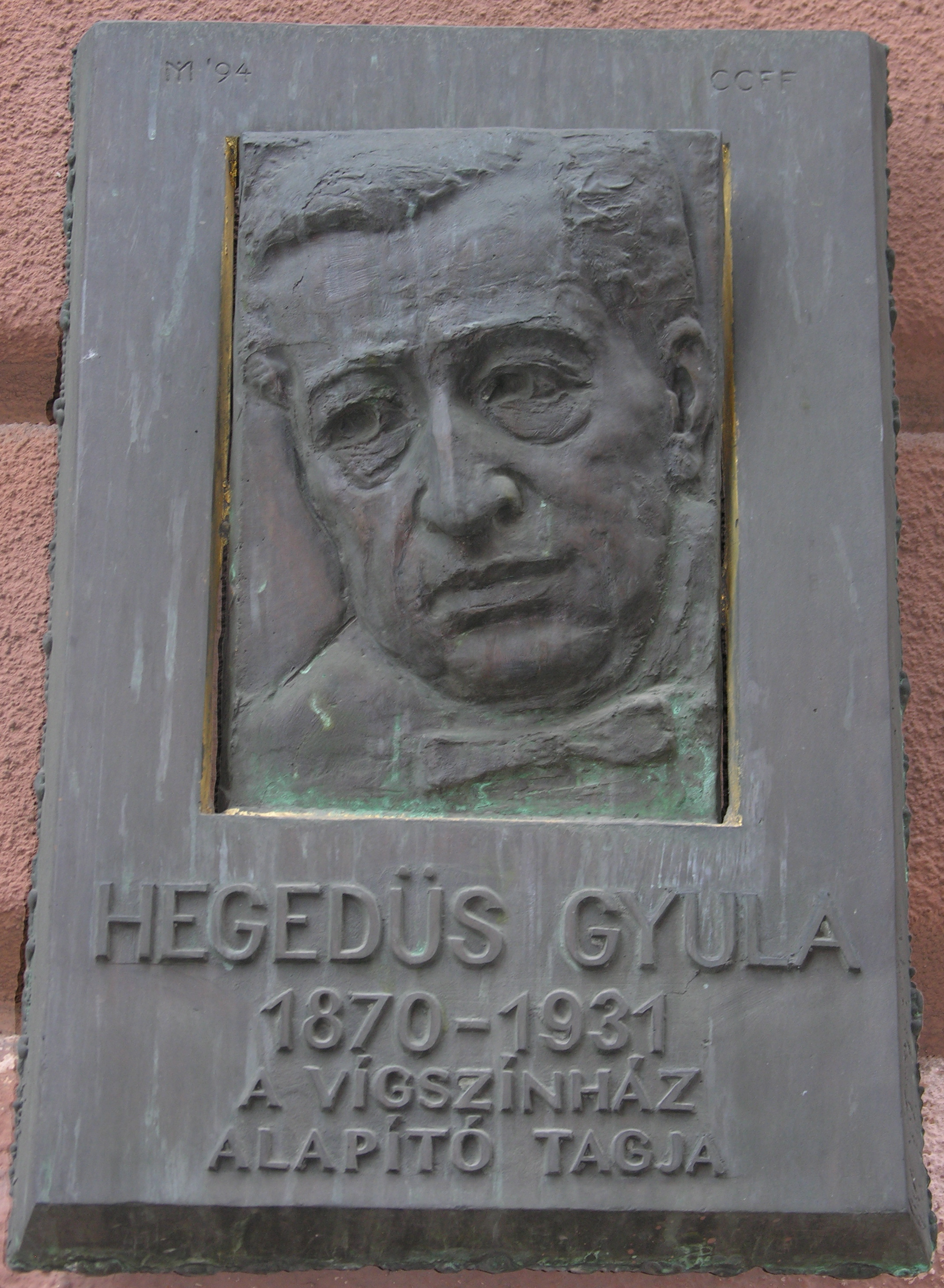
Hegedűs Gyula emléktáblája Budapest XIII. kerületében, a róla elnevezett utcában

## Főbb szerepei

### Színházban
- Tokeramo (Lengyel Menyhért: Tájfun)
- Pál (Herczeg Ferenc: Kék róka)
- szerepek Molnár Ferenc darabjaiban
- szerepek Csehov-drámákban

### Filmszerepei
- A táncz (1901) – táncos
- A munkászubbony (1914) (némafilm) – Hornyai (más forrás szerint: Horvai) gyáros
- Zoárd mester (1917) (némafilm) – Zoárd mester
- Élet, halál, szerelem (1930) – prológus

## Írásai
- Komédia (Budapest, 1914)
- A beszéd művészete (Budapest, 1917)
- Emlékezések. A Vígszínház első huszonöt évére; Légrády, Budapest, 1921

## Emlékezete
- A Vígszínház igazgatósága 1971-ben megalapította a Varsányi Irén- és Hegedűs Gyula-emlékgyűrűt. A két díjat felváltva adják át a színház egy-egy színésznőjének, illetve színészének a társulat titkos szavazása alapján.
- Budapest XIII. kerületében utca viseli a nevét, amely a Szent István körúttól indul, a Vígszínház közelében, s a Révész utcáig húzódik. [6]